# Hyemoschus aquaticus
El antílope almizclero enano de agua, ciervo ratón de agua o cervatillo de agua (Hyemoschus aquaticus), es una especie de mamífero artiodáctilo que habita en África tropical. Es la especie más grande de la familia Tragulidae. 

## Distribución y hábitat
El cervatillo de agua se encuentra principalmente en las costas de África occidental y en la selva de África central. En esta región su rango de distribución comprende Sierra Leona y el sudeste de Guinea, Liberia, sur de Costa de Marfil, sur de Ghana, sur de Nigeria, sur de Camerún, Gabón, Angola, República del Congo, la República Democrática del Congo y el extremo occidental de Uganda.

## Descripción
Es un animal de pequeño tamaño; posee una longitud que oscila entre 45 y 85 centímetros con una cola de 7,5 a 17 cm. Pesa de 7 a 15 kg, sin embargo, el peso promedio en los machos es de 9,7 kg, mientras las hembras pesan en promedio 12 kg.
La especie posee una cabeza pequeña con el hocico terminado en punta y un cuerpo pequeño pero robusto soportada por extremidades delgadas. Ninguno de los dos sexos tiene cornamenta, pero los machos de la especie tienen colmillos bien desarrollados y filosos que sobresalen del borde inferior de los labios del animal.
El pelaje posee rayas y manchas que ayudan al animal a camuflarse en las zonas de bosque denso. Tiene rayas blancas en la cabeza y el cuello, y una de color blanco bajo la cola. Tiene ojos grandes, narinas similares a hendiduras y pabellones auriculares de mediano tamaño.

## Comportamiento
Las hembras son sedentarias ocupando un territorio durante la vida adulta. La hembra tiene un territorio más pequeño que el macho, aproximadamente 13-14 ha de área. Los machos son solitarios ocupando territorios temporalmente de 20-30 ha, es decir, el territorio que normalmente ocupan dos hembras. Se ha observado escasa agresividad intraespecífica, lo cual podría indicar una carencia de jerarquía social. Ocasionalmente suceden algunas luchas breves entre machos, que usan sus afilados caninos para morder a sus oponentes.
A diferencia de las otras especies de ciervos-ratón esta en particular es exclusivamente nocturna. Los individuos reposan durante el día ocultos en la espesa vegetación.
Las hembras son mucho más activas que los machos. A pesar de que usan el agua como refugio ante los depredadores, no son capaces de nadar por un espacio prolongado de tiempo.

### Reproducción
El periodo de gestación es de 6 a 9 meses y las hembras dan a luz una cría por año. Los recién nacidos son capaces de incorporarse en la primera hora posterior al nacimiento. Las hembras pasan la mayor parte del tiempo lejos de la cría y se aproxima solo para lactarlos. La lactancia se prolonga por 3 a 6 semanas y los jóvenes se separan de su madre cuando alcanzan la madurez (entre los 9 y 26 meses).

### Dieta
Esta especie es principalmente herbívora, alimentándose de hojas, frutas y los brotes de árboles y arbustos. Ocasionalmente se les ha observado comer insectos, crustáceos e incluso mamíferos pequeños. Como los otros herbívoros, el ciervo-ratón de agua posee varias adaptaciones que le facilitan una digestión efectiva a partir de su dieta baja en nutrientes. Se les considera rumiantes verdaderos con un estómago de cuatro cavidades.